# Linia 2 metra w Rio de Janeiro

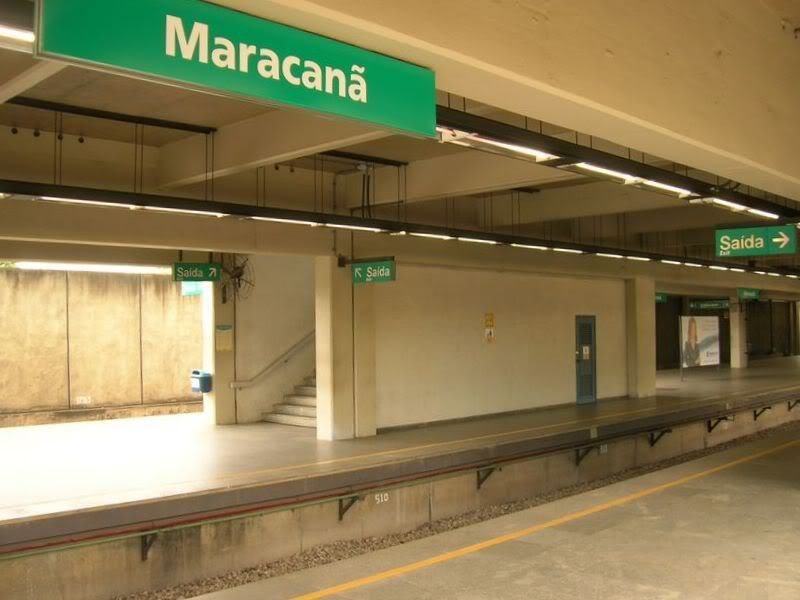
stacja Maracanã na linii 2

Linia 2 – linia metra w Rio de Janeiro. Obsługuje robotnicze dzielnice mieszkaniowe w kierunku północnym. Jest linii ukośną, i prawie całkowicie nad ziemią (głównie na ziemi i częściowo na wiaduktach). Linia ta początkowo była koleją podmiejską, ale ze względu na wzrost osób dojeżdżających do pracy, stopniowo zmieniła się w metro. Linia biegnie od stacji Botafogo do Pavuna. Liczy w sumie 29 stacji.